# Bockhornskaktus
Bockhornskaktus (Astrophytum capricorne) är en suckulent växt inom släktet Astrophytum och familjen kaktusväxter. 

## Beskrivning
Det finns fyra arter inom detta släkte, två taggiga och två tagglösa, varav bockhornskaktus tillhör den taggiga gruppen. Bockhornskaktus är ganska dvärgväxande, klotformade plantor med fyra till åtta spetsiga åsar som långsamt vrider sig i en spiral, och blir 10 till 25 centimeter höga. Växtkroppens yta har i en del fall sträva, mjöliga vita prickar. Areolerna är väl skilda från varandra och är ganska ulliga. Taggarna hos bockhornskaktus och dess varieteter är fem till elva stycken, är platta, veka och nästan som papper, i svarta och grå nyanser 2,5 till 5 centimeter långa. De citrongula blommorna, med orangeröd botten, är trattformade men med mycket vid öppning och är 5 till 7,5 centimeter i diameter. De klotrunda frukterna blir cirka 2,5 centimeter i diameter och är täckta med gråa eller svarta, korta taggar som sitter mycket tätt.
Det vetenskapliga namnet Astrophytum är en komposition av grekiskans a’ster, stjärna och phyto’n, växt. Capricorne kommer från latinets ca’pra som betyder get och co’rnu som betyder horn. Stjärnväxt med gethorn. 

## Förekomst
Bockhornskaktusar är hemmahörande i centrala och norra Mexiko, över ett ganska utbrett område, upp till en höjd av 2133 meter över havet, även om de vanligtvis växer på lägre höjder. De växer mestadels i ganska stenig eller sandig jord.

## Taxonomi
Synonymer:
- Echinocactus capricornis A.Dietrich 1851
- Astrophytum senile Frič 1923

## Odling
Eftersom de alltid är ensamväxande måste de fröförökas, men man kan få blommande plantor efter fyra till fem år, eller till och med kortare tid i tropiskt klimat. Fröna gror ganska snabbt och inom några få veckor är fröplantan förhållandevis stor, jämfört med lika gamla plantor av andra klotkaktusar. Det kan vara frestande att ge dem extra vatten för att skynda på dem, men detta bör undvikas, då det kan vara ödesdigert. Astrophytum växer bra i något sandig humusjord. Odla dem under lätt skuggat glas och ge dem mycket vatten då det är väldigt varm väderlek under våren fram till hösten när plantorna väl passerat 3,8-5 centimeters storlek. Till dess att plantan är tre år gammal måste man vara mycket försiktig med vattningen. Biskopsmössan är utan tvivel den mest lättodlade arten av dem alla. På vintern, förutsatt att de hålls torra, är det tillräckligt med en minimitemperatur på 8°C, även om biskopmössan klarar lägre temperatur än så, utan att ta skada. 
Hos Astrophytum kommer blommorna en och en, eller ibland två eller tre tillsammans, under en lång period, från midsommar till sent på hösten. Astrophytum-frön är mycket ömtåliga, jämfört med de flesta andra kaktusfrön, så de bör hanteras försiktigt för att inte krossas.

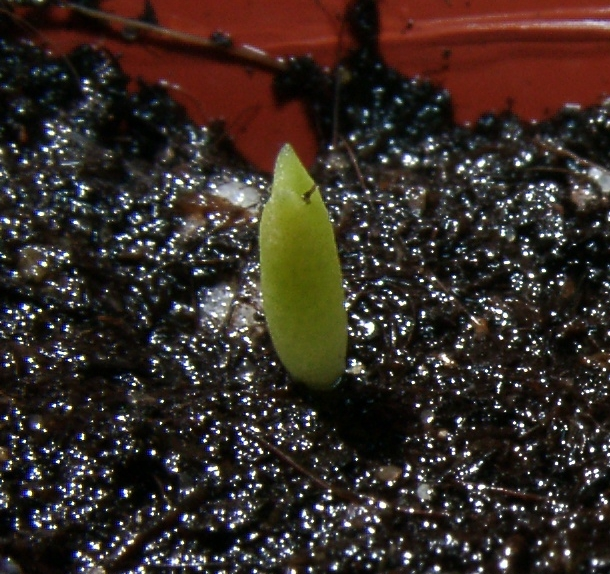
Fem millimeter hög, två dagar efter grodd och sex dagar efter sådd.
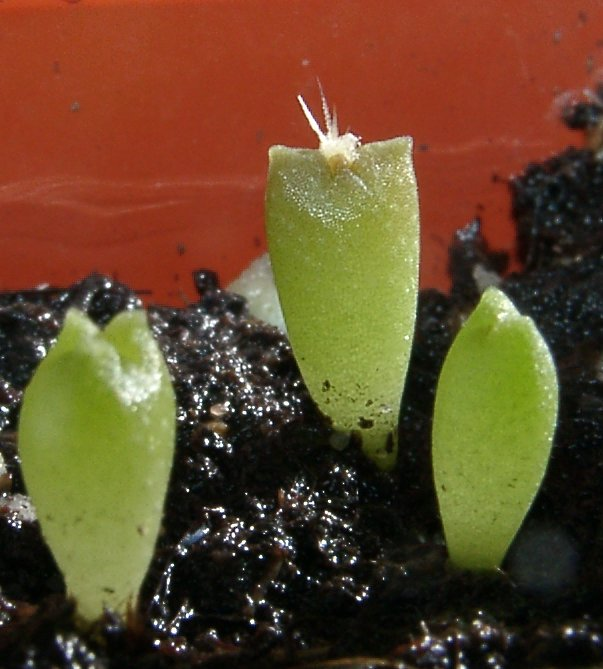
Nitton dagar gammal, den första areolen syns.
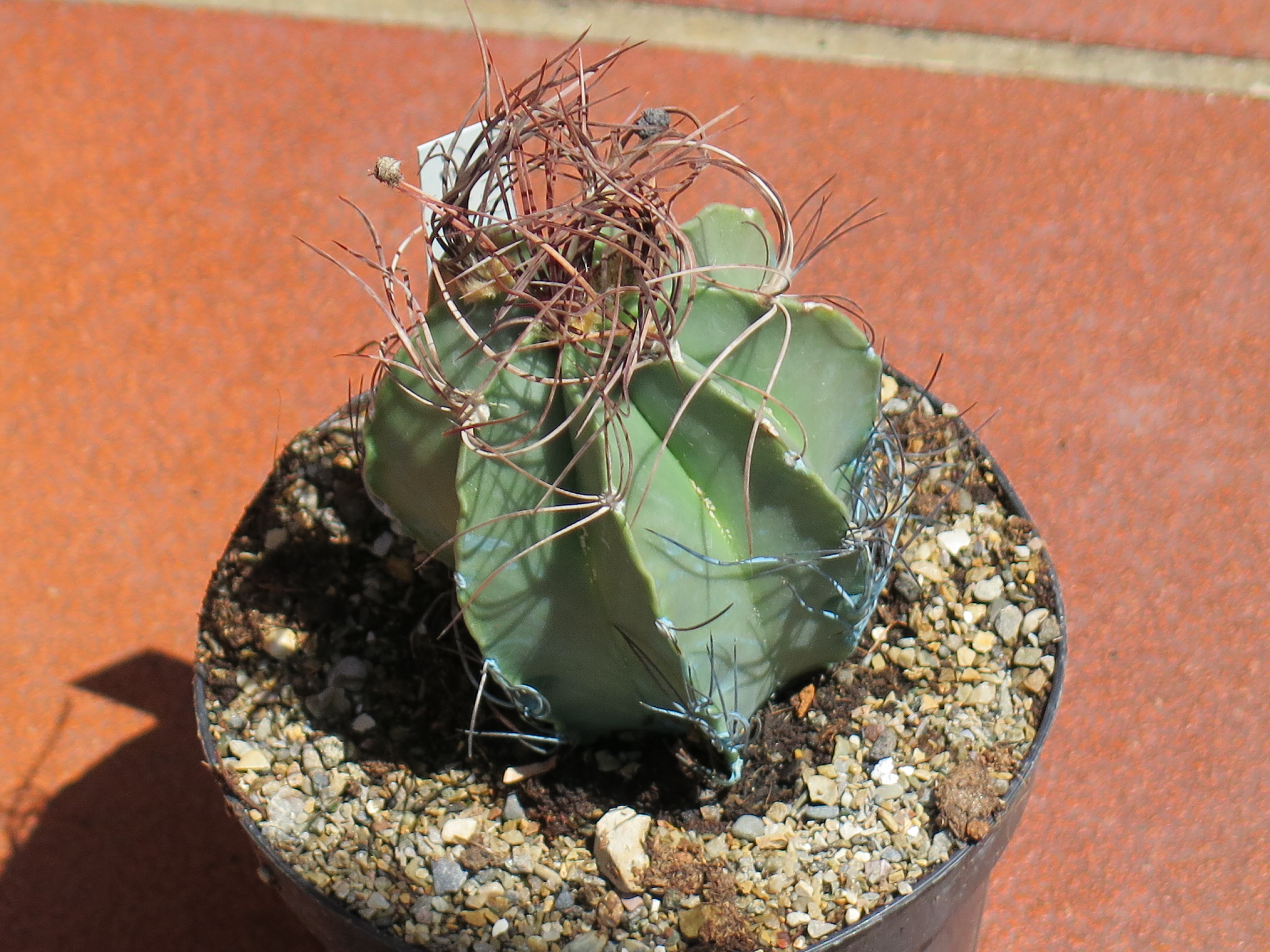
Astrophytum capricorne var. senile
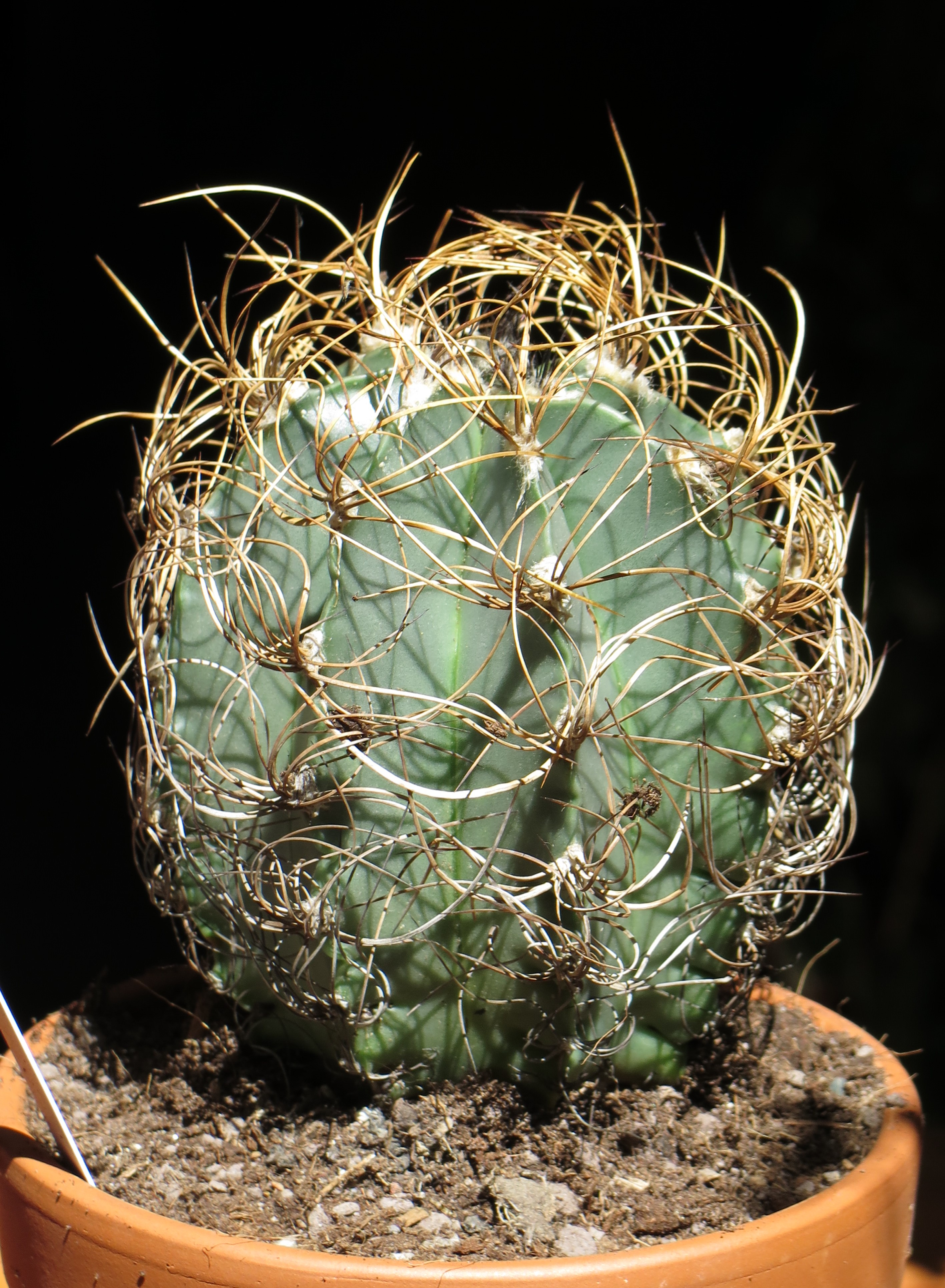
Astrophytum capricorne var. senile aureum
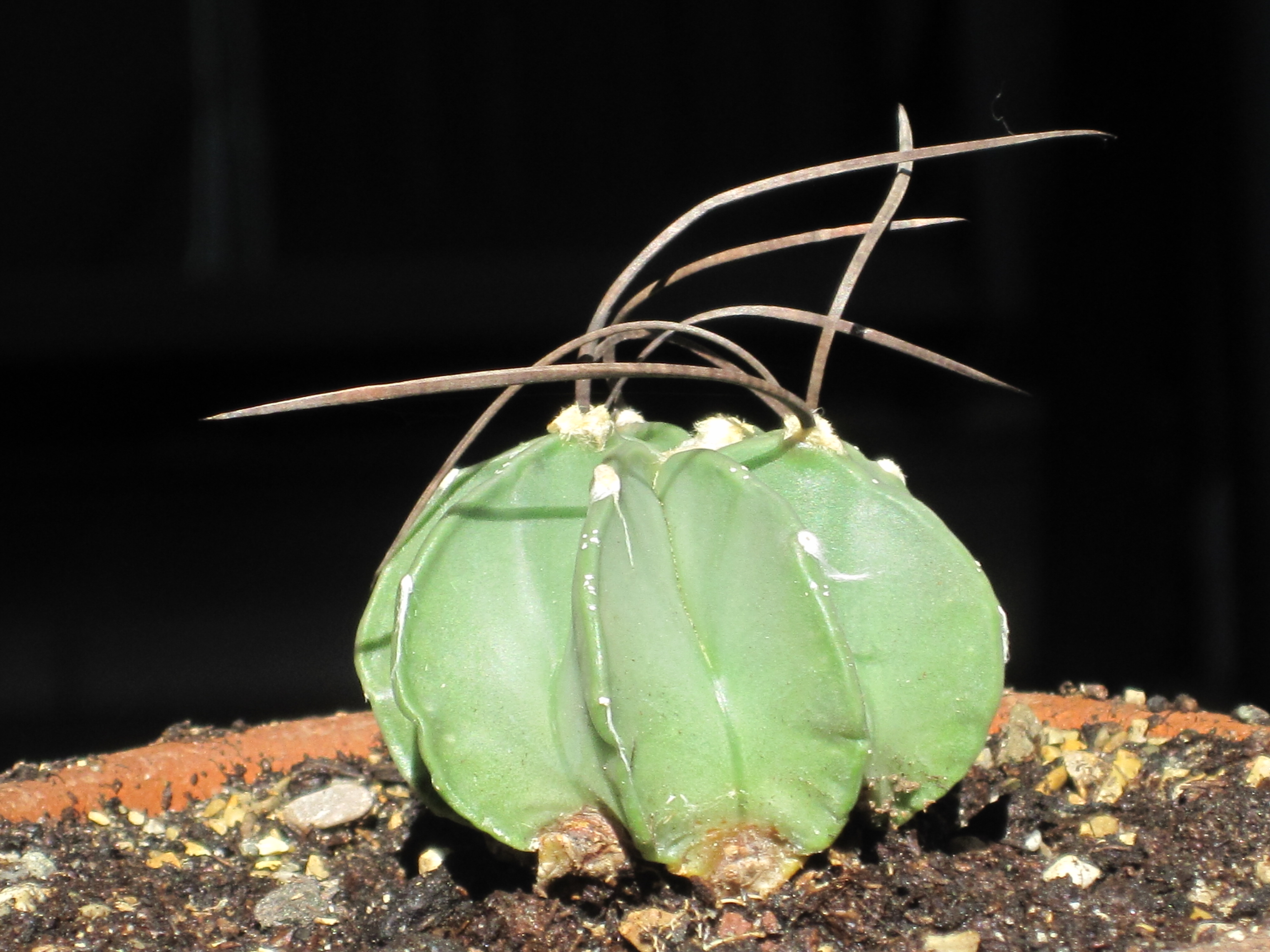
Astrophytum capricorne va. crassispinum
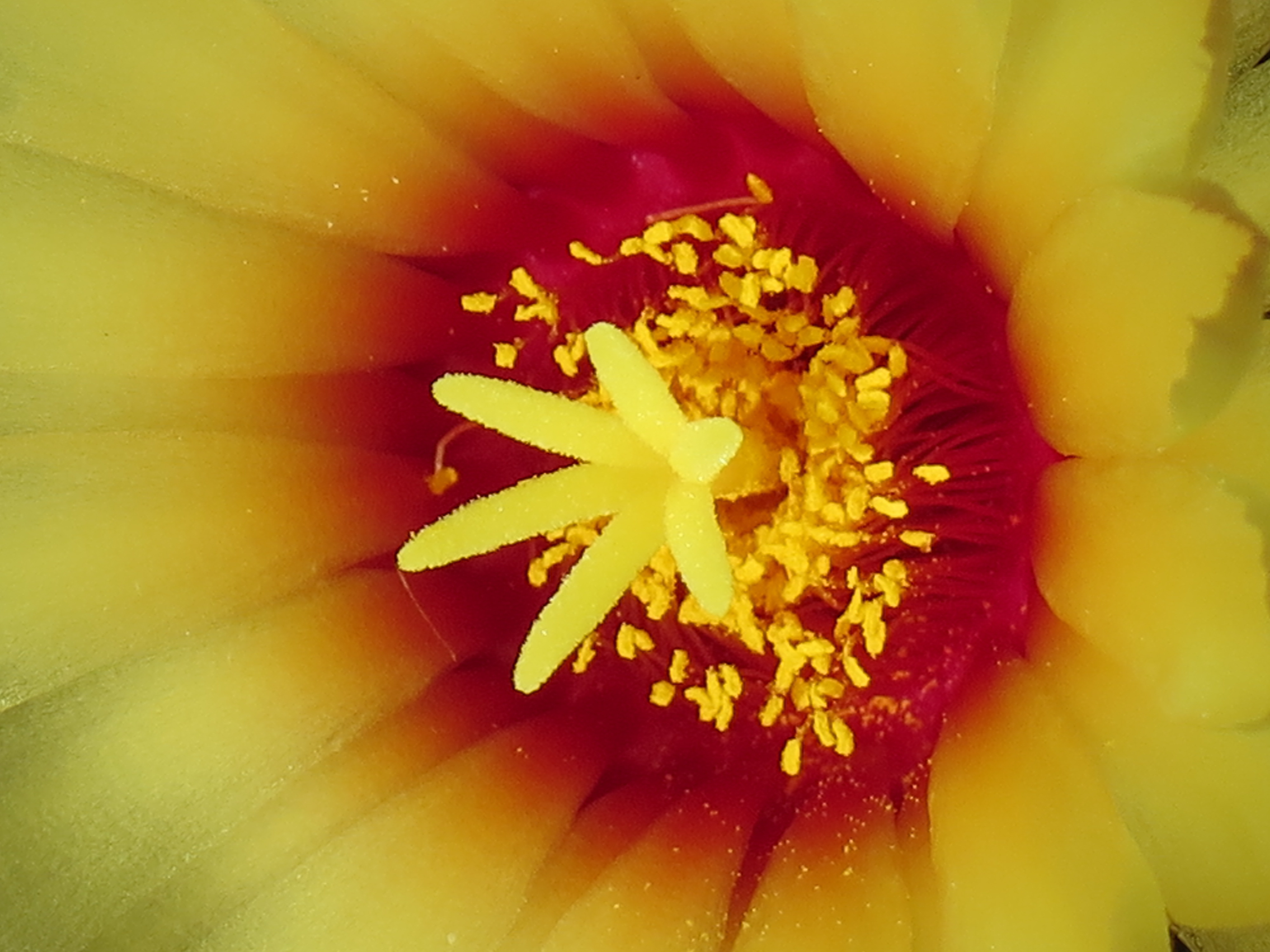
Blomma
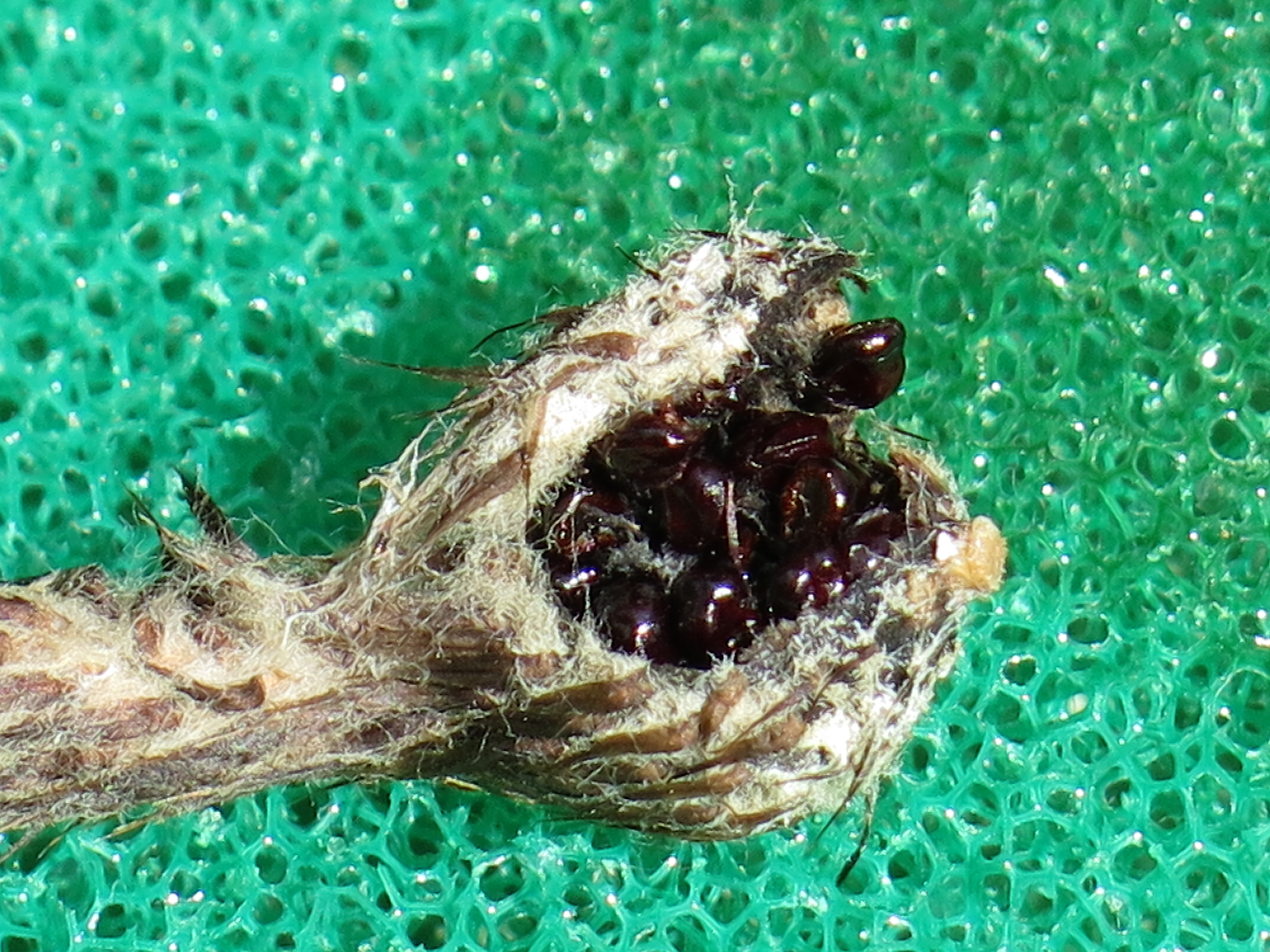
Frön